# راي بلاكلوك
راي بلاكلوك (6 أبريل 1955 - 28 أكتوبر 2020)، هو لاعب دوري الرغبي أسترالي.